# Студентски културни центар у Србији
Студентски културни центар у Србији је државна или приватна установa које са једне стране обезбеђује организовање и извођење програма у области културе, уметности и науке, а са друге даје подстицај за културно, уметничког и научно стваралаштво студената и задовољавања њихових културних потреба. Оснивање ових установа омогућава студентима да  у оквиру студентског стандарда, остваре законског право  на културне, уметничке, спортске и рекреативне активности и информисање.

## Оснивач
Установу може да оснује:
- Република Србија,[а]
- аутономна покрајина,
- јединица локалне самоуправе,
- друго домаће или страно правно или физичко лице.

## Назив
Студентски културни центар може обављати делатност и под називом дом културе.Члан 11. Закон о ученичком и студентском стандарду Закон је објављен у "Службеном гласнику РС", бр. 18/2010 од 26.3.2010. године.

## Задаци
Уз сардњу са организацијама из области културе, уметности и науке у Србији и шире, Студентски културни центар је установа која:
- самостално изводи културно-уметничкепрограме и научне трибине,
- организује извођење културно-уметничких програма и научних трибина
- обавља издавачку делатност,
- друге делатности која је у функцији њене основне делатности, уз сагласност оснивача.

У оквиру своје делатности, ради коришћења слободних капацитета, установа може пружати услуге трећим лицима, а део капацитета установа може да планира и за смештај студената и професора у оквиру међународне размене, на основу сагласности министра, а на основу међународног уговора или под условом реципроцитета.

## Правила понашања у установи
У установи се негују односи међусобног разумевања и уважавања личности студената и запослених.
Запослени имају обавезу да својим радом и укупним понашањем доприносе развијању позитивне атмосфере у установи.
Правила понашања у установи прописује управни одбор установе, и засновано је на принципима:
- толеранције,
- међусобне сарадње и уважавања,
- ненасилног решавања сукоба,
- поштовања приватности
- неговања различитости.

У установи је забрањено страначко и верско организовање и деловање и коришћење простора у те сврхе. Богослужење и верски обреди могу се обављати у установама само у пригодним приликама, у складу са законом којим се уређује правни положај цркава и верских заједница.

## Списак установа
На територији Републике Србије тренутно раде следећи студентски културни центри:
Београд
- Студентски културни центар Београд —  Краља Милутина 48
- Студентски културни центар Нови Београд — Булевар Зорана Ђинђића 152 а
- Дом културе: Студентски град Београд — Булевар Зорана Ђинђића 179

Нови Сада
Студентски културни центар Нови Сад — Илије Ђуричића бб
Ниш
Студентски културни центар Ниш — Шуматовачка бб
Крагујевац
Студентски културни центар Крагујевац — Радоја Домановића 12